# Бломеше-Вильднис
Бломеше-Вильднис (нем. Blomesche Wildnis) — община в Германии, в земле Шлезвиг-Гольштейн. 
Входит в состав района Штайнбург. Подчиняется управлению Херцхорн.  Население составляет 698 человек (на 31 декабря 2010 года). Занимает площадь 6,92 км².